# Mantega d'oli

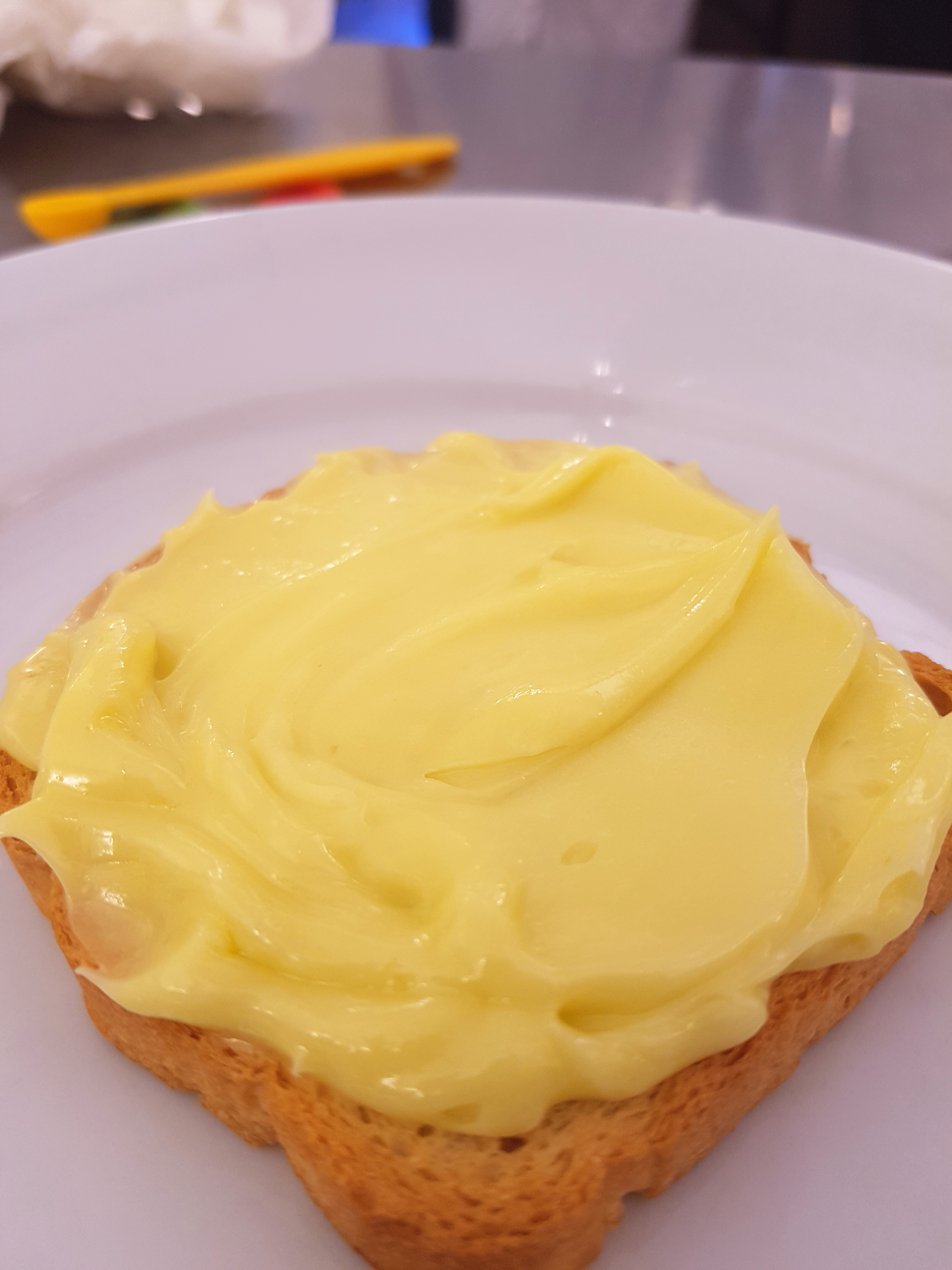
Torrada amb mantega d'oli

La mantega d'oli d'oliva és una elaboració d'oli d'oliva texturitzat, obtinguda mitjançant l'emulsió d'un texturitzant i oli.

## Composició
Per elaborar aquest producte s'utilitza Glicemul, un texturitzant derivat de greixos, que n'augmenta el punt de fusió i crea textures més o menys sòlides. És un producte presentat en escames i és aplicable en un medi gras, ja que és liposoluble. Una de les seves propietats és la termoreversibilitat.
Com a medi gras s'utilitza oli d'oliva, preferentment oli d'oliva verge extra, que és l'oli d'oliva de més qualitat, obtingut per procediments exclusivament mecànics i amb un índex d'acidesa inferior a 0,4, tot i que sovint no arriba als 0,2. Aquest tipus d'oli és l'ideal per al consum humà i és el més saludable i el que té les qualitats gastronòmiques més notables.

## Procés d'elaboració
Per obtenir la mantega d'oli, s'han utilitzat tres mètodes amb diferents resultats.

### Greixsaturat+oli
En aquest cas, es fa una barreja amb un greix saturat, com ara la mantega de coco, amb més d'un 90 % d'àcids saturats. Amb la barreja de la mantega de coco i d'oli d'oliva, a parts iguals, s'obté un resultat amb una textura molt similar a la de la mantega, però amb gust de coco.

Per elaborar la mantega d'oli amb mantega de coco, es barregen oli d'oliva verge extra i mantega de coco a parts iguals. Per tal que la barreja sigui homogènia, s'escalfa la mescla fins als 50 °C, amb l'objectiu d'arribar al punt de fusió òptim i més adequat per aquesta elaboració. Una vegada es té la mescla correctament homogeneïtzada, es deixa refredar fins que s'aconsegueix la solidificació i la cristal·lització de la mantega. En aquest cas, l'elaboració s'ha de deixar refredar fins que la barreja arribi a uns 5 °C. Un cop la mantega està solidificada, es trenca la cristal·lització per tal d'incorporar aire i aconseguir una textura més aproximada a la desitjada.

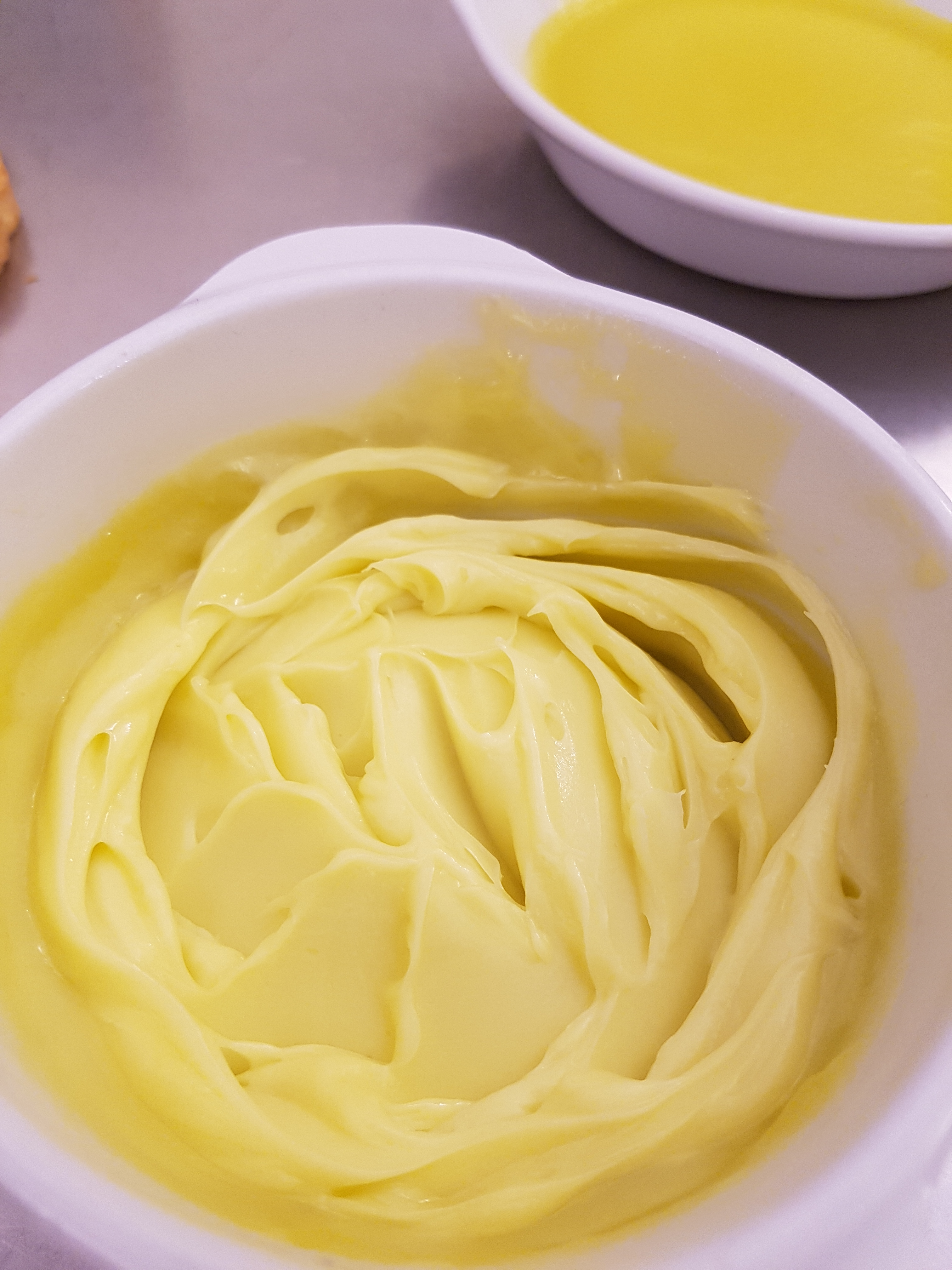
Mantega d'oli feta feta a partir d'un texturitzant

### Texturitzant + oli
Una altra opció és usar un texturitzant (Glicemul), per tal de modificar les característiques físiques de l'oli i aconseguir una textura cremosa a partir de l'augment de la seva viscositat. El Glicemul és un texturitzant que s'obté artificialment a partir de la lecitina de soja i que està compost per monoglicèrids i diglicèrids d'àcids grassos.
Per fer mantega d'oli a partir d'un texturitzant com el Glicemul s'utilitzen 100 ml d'oli d'oliva verge extra i 6 g d'escames de Glicemul. En un caçó, es dissolen, en fred, 6 g d'escames de Glicemul en 50 ml d'oli d'oliva. Posteriorment, s'escalfa l'oli fins als 65 °C (punt en què el Glicemul es dissol i forma una mescla homogènia amb l'oli d'oliva). Un cop el Glicemul s'ha dissolt s'afegeix l'oli restant i es deixa refredar fins a arribar als 3 °C, ja que a aquesta temperatura l'oli d'oliva canvia les seves propietats físiques, de manera que augmenta la seva viscositat i agafa una consistència i una textura més espessa i adient a l'objectiu desitjat.
Així, s'obté un producte perfectament untable, però amb un color massa verdós que no s'acaba d'aproximar al color de la mantega. Per tal d'aproximar l'aspecte de la mantega d'oli al de la mantega convencional, caldrà incorporar micropartícules d'aire a la mescla, per mitjà d'un braç triturador. En realitzar aquest procés, es reduirà la viscositat de la preparació i tornarà a augmentar la temperatura. És per això que serà necessari tornar a refredar la preparació per tal que la viscositat de la mantega augmenti de nou. Un cop s'hagi realitzat aquest procés, ja es tindrà la mantega d'oli elaborada a partir de Glicemul.

### Oli + procés tèrmic

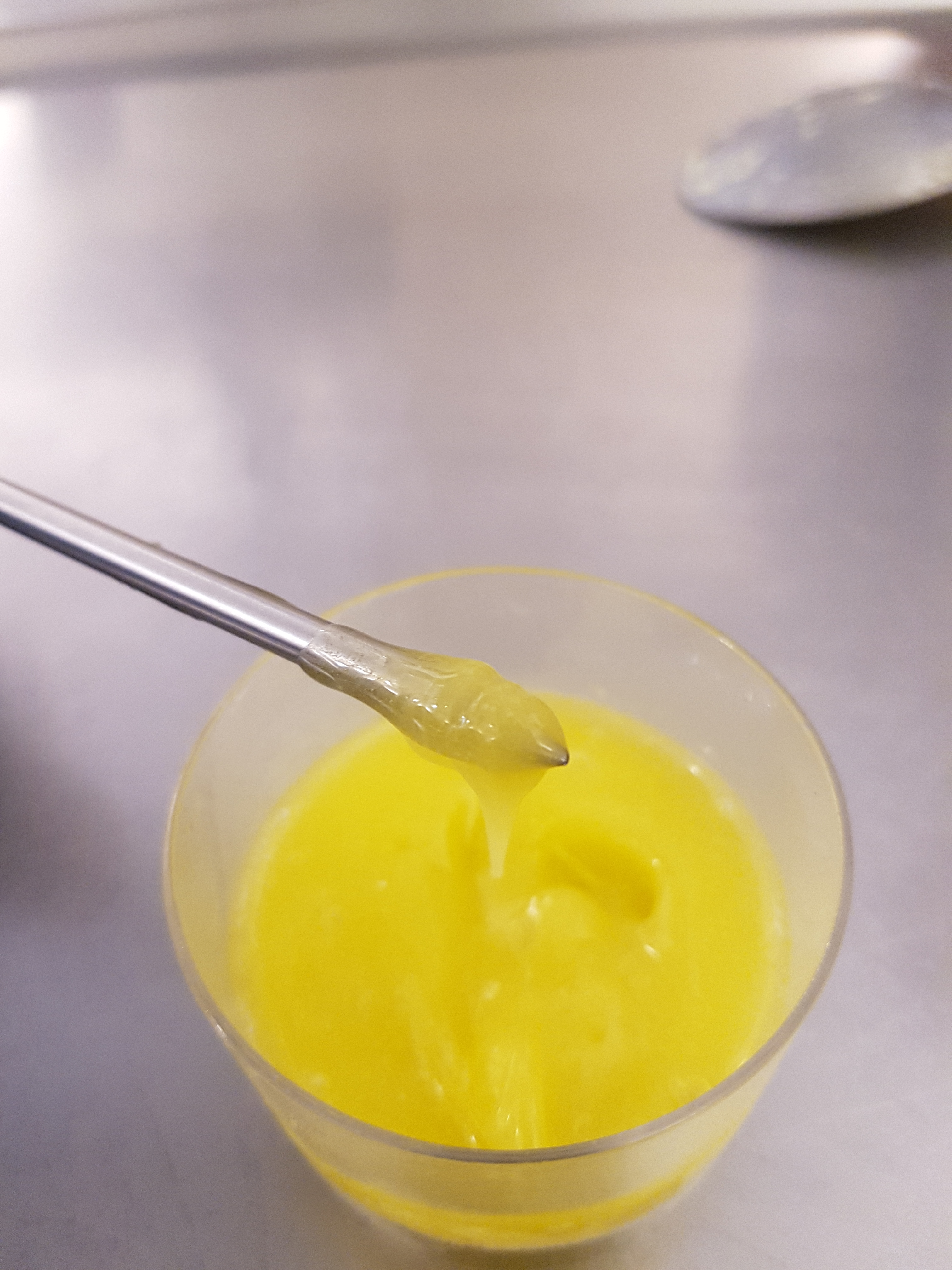
Oli d'oliva texturitzat a partir d'un procés tèrmic

Una tercera opció per aconseguir mantega d'oli d'oliva és a partir d'un procés tèrmic.
En aquest cas es posen 20 ml d'oli d'oliva verge extra d'arbequina, una varietat d'oliva ni amargant ni picant, en un recipient de ceràmica. A continuació, es posa el recipient tapat amb paper de plàstic durant 12 hores al congelador a –20 °C. Després de 12 hores al congelador, es deixa l'oli a la nevera, a 3 °C, durant 12 hores més. Així s'aconsegueix la textura desitjada. Un cop es té la mantega d'oli, cal servir-la en un període relativament curt, ja que en cas contrari, la cristal·lització i l'estructura de la mantega perdran força i, per tant, la mantega perdrà les propietats i es diluirà progressivament fins que sigui impossible aplicar-la en altres elaboracions.

## Aplicacions culinàries
Amb l'ús de Glicemul s'aconsegueix un producte molt similar a la mantega convencional. La diferència principal és que el resultat obtingut no té el mateix nivell de greixos saturats, ja que se substitueixen els greixos saturats, que aporten l'estructura a la mantega, per un texturitzant, que fa el mateix efecte que un àcid gras saturat. Això implica que el percentatge d'aquests àcids grassos saturats es redueixi dràsticament. La mantega conté un 62 % d'àcids grassos saturats per cada 100 g, mentre que la mantega d'oli d'oliva té un 14 % d'àcids grassos saturats, fet que implica l'obtenció d'un producte amb un 77 % menys de greixos saturats. El mateix passa amb els nivells de colesterol, on es pot observar una diferència força significativa. Mentre la mantega d'oli no presenta nivells de colesterol, la mantega tradicional conté 286 mg de colesterol per cada 100 g, cosa que implica un 286 % de colesterol més que la mantega d'oli.
Pel que fa a les aplicacions culinàries que pot tenir la mantega d'oli, es podria considerar que és un producte perfectament utilitzable en àmbits sanitaris, ja que permet cuinar elaboracions amb nivells nutricionals més saludables per a persones amb problemes nutricionals. La mantega d'oli es pot servir untada en torrades o, per exemple, com a guarnició d'un plat, és a dir, té uns usos molt similars als de la mantega tradicional.
Pel que fa als processos realitzats amb mantega de coco i a través de processos tèrmics, cal destacar que han estat utilitzats en els restaurants més importants de Catalunya. En relació amb l'elaboració realitzada a partir de mantega de coco, s'obté un resultat molt aproximat i de gran similitud a la mantega convencional, pel que fa a la textura. Però s'aprecia un lleuger gust de coco. El cuiner Paco Roncero utilitza aquest mètode d'elaboració en el seu restaurant. Per presentar aquesta elaboració omple uns dosificadors amb la mantega obtinguda, perquè el client pugui untar-la en pa o en altres elaboracions.
El mètode realitzat a partir de processos tèrmics el van posar en pràctica els germans Roca en el seu restaurant El Celler de Can Roca. En el seu cas, l'aplicació era fer una quenelle (o bola) d'aquesta mantega d'oli d'oliva texturitzat, i col·locar-la sobre una torrada molt fina de pa de panses.